# Lega (metallurgia)

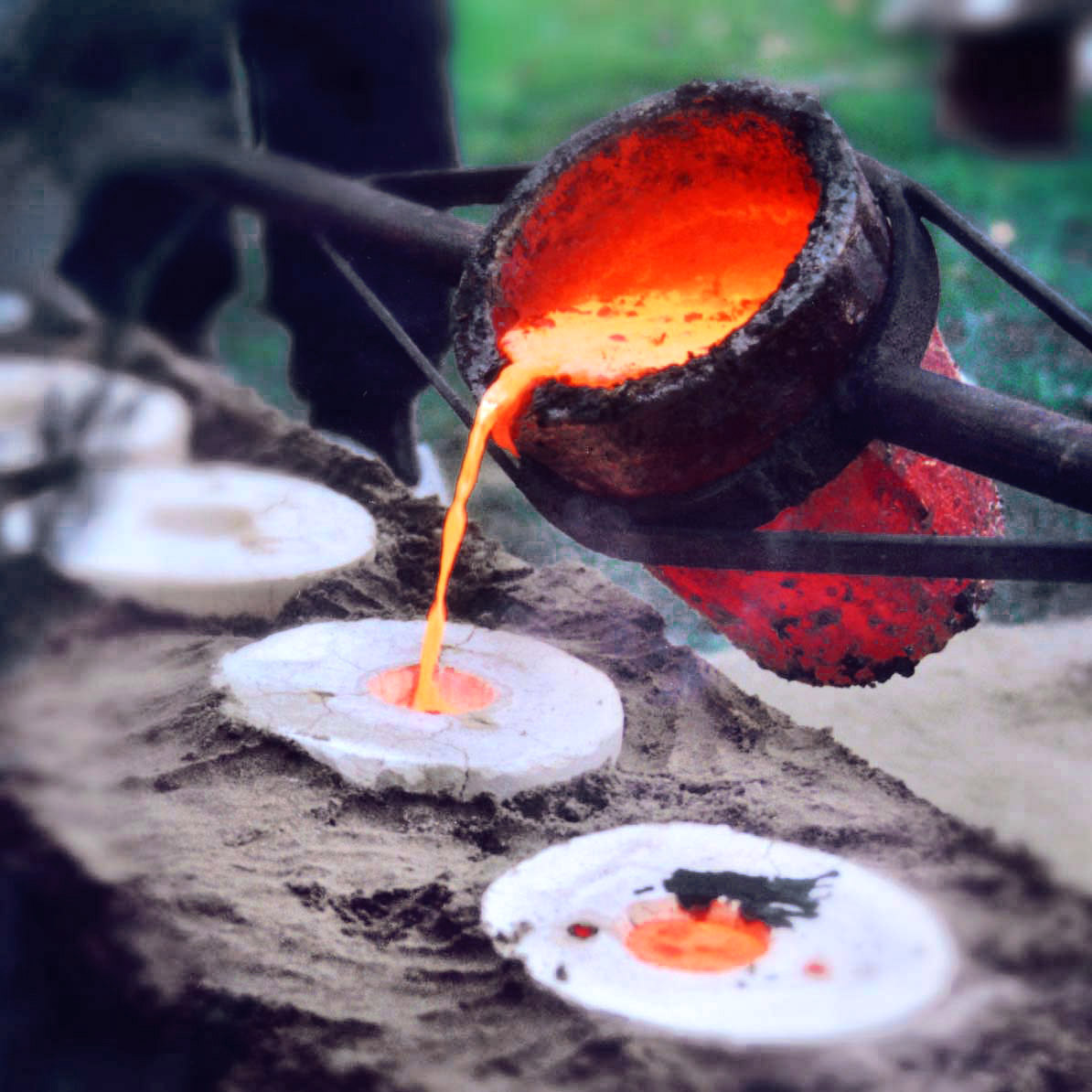
Creazione della lega di bronzo (rame + stagno)

Una lega è una combinazione in soluzione o in miscela di due o più elementi di cui almeno uno è un metallo, e il cui materiale risultante ha proprietà metalliche differenti da quelle dei relativi componenti.
Una lega con due componenti è denominata "binaria"; una con tre è una lega ternaria e una con quattro è una lega quaternaria.
Le leghe sono ideate solitamente per avere proprietà più desiderabili di quelle dei loro componenti. Per esempio l'acciaio (lega ferro-carbonio) ha una resistenza meccanica maggiore del ferro, il suo componente principale, e l'ottone (lega rame-zinco) è più duro del rame e più lucente dello zinco.
Diversamente dai metalli puri, molte leghe non hanno un singolo punto di fusione ma attraversano un intervallo di fusione in cui il materiale è una miscela di fase solida e liquida. La temperatura in cui comincia la fusione è denominata solidus e quella in cui la fusione è completa è denominata liquidus. Leghe speciali possono tuttavia essere progettate con un singolo punto di fusione: queste sono definite eutettiche.
A volte una lega è designata con il nome del metallo più importante: l'oro a 14 carati è una lega di oro con altri elementi; lo stesso accade per l'argento usato in gioielleria e per l'alluminio usato nelle strutture.
In una lega si possono avere casi diversi in base alle azioni mutue fra gli atomi:
- soluzione solida disordinata se atomi diversi si attraggono con la stessa forza di quanto si attraggono atomi uguali. Ne consegue una distribuzione atomica casuale in un reticolo cristallino omogeneo;
- soluzione solida ordinata se atomi diversi si attraggono con forze maggiori rispetto alle forze di attrazione tra atomi uguali;
- composto intermetallico se atomi diversi hanno elettronegatività marcatamente differente e la struttura acquista quindi alcune caratteristiche proprie di un composto chimico; nel caso limite in cui un componente sia così elettronegativo da realizzare un composto ionico (per esempio non metalli come S8, O2, Cl2), si ha un composto chimico e non una lega;
- lega eutettica se atomi uguali si attraggono maggiormente che atomi diversi e quindi nascono alternanze di cristalli dell'una e dell'altra specie. Chiamate A e B le due specie atomiche della lega eutettica, la solubilità dell'atomo B nel reticolo cristallino di A (e viceversa) è estremamente bassa: la lega eutettica è costituita da due fasi.

## Soluzione solida
In analogia con le soluzioni liquide si hanno le soluzioni solide metalliche, esse sono formate da una matrice di atomi (solvente) in cui sono presenti, in posizioni sostituzionali o interstiziali, atomi differenti di un secondo elemento (soluto).
La quantità massima di soluto che può essere presente nel solvente in condizioni di equilibrio, è detta "limite di solubilità".
Affinché un dato elemento possieda elevata solubilità nel reticolo di un altro metallo, è necessario che si presentino contemporaneamente alcune condizioni (Regole di Hume-Rothery):
- dimensioni atomiche: il soluto non deve avere raggio atomico che differisca più del 15% da quello del solvente;
- struttura cristallina: le strutture devono essere quanto più simili possibile, oppure le stesse;
- elettronegatività: le elettronegatività devono essere le stesse o quanto più simili possibile;
- valenza: le valenze degli atomi devono essere quanto più simili possibile.

Le soluzioni solide si differenziano dalle leghe eutettiche in quanto sono omogenee e si differenziano dai composti in quanto i loro costituenti possono essere presenti in un determinato intervallo di composizione (anziché essere presenti in percentuali fisse).
Dal diagramma di stato è possibile prevedere la struttura cristallina nella quale si solidifica una soluzione. La divergenza tra curva del liquidus e del solidus porta ad avere un locale arricchimento nel componente bassofondente in corrispondenza dell'interfaccia solido-liquido; la temperatura del liquidus dell'interfaccia, che dipende dalla sua composizione, può quindi assumere valori minori o maggiori di quelli effettivi del fluido metallico, dipendenti invece dal gradiente termico: sono queste le condizioni per le quali si ha un sottoraffreddamento costituzionale o di composizione.

Le strutture che si possono osservare sono:
- struttura a terrazze, in mancanza di sottoraffreddamento costituzionale;
- struttura a celle esagonali, con sottoraffreddamento limitato;
- struttura dendritica, con marcato sottoraffreddamento.

## Lega eutettica

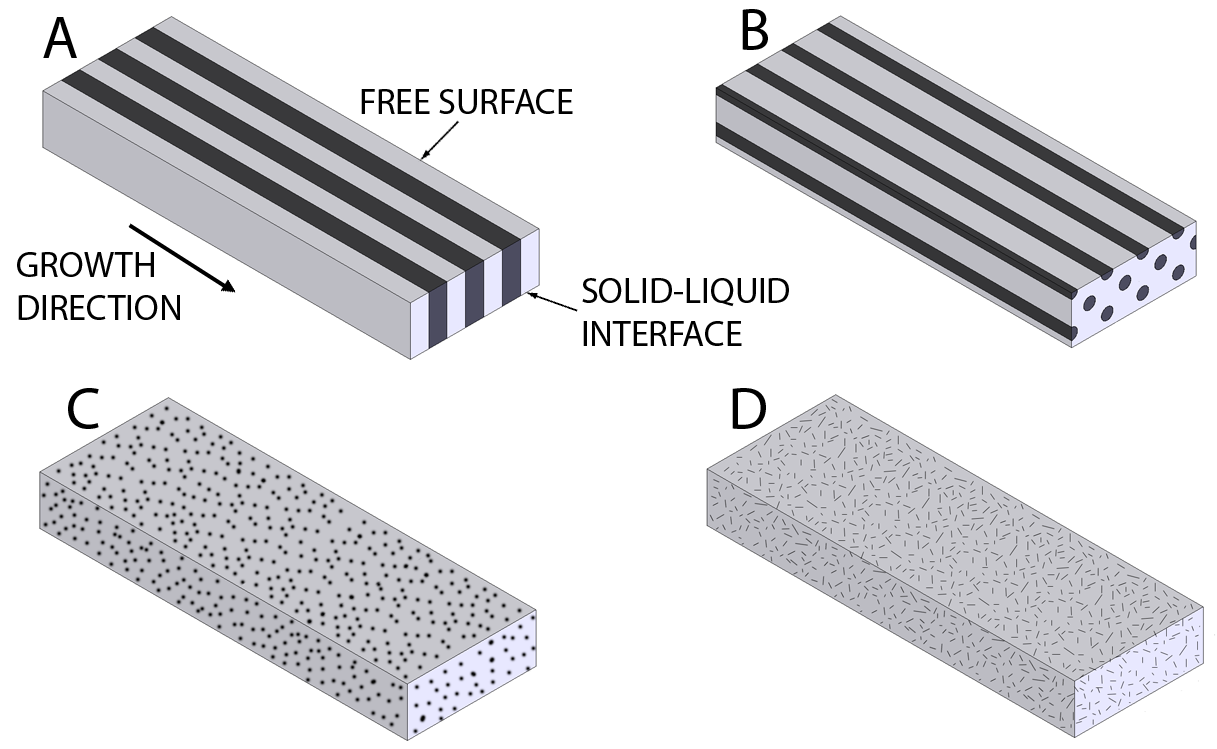
Quattro differenti morfologie di un sistema eutettico:
A) Lamellare
B) Fibroso
C) Globulare
D) Aciculare

Quando i componenti non sono solubili fra loro, oppure superano la massima solubilità, si forma un aggregato di fasi solide, ciascuna costituita da un elemento chimico, un composto o una soluzione solida: questa è la "lega eutettica". La maggior parte degli acciai e delle ghise sono costituiti da leghe eutettiche
Di solito la matrice è costituita da una soluzione solida, costituente il primo componente della lega, con all'interno il secondo componente, spesso un composto intermetallico, presente in minore quantità ma la cui forma e distribuzione influenza notevolmente le proprietà della lega.

Le distribuzioni più comuni sono quelle lamellari, globulari, aciculari e fibrose, la cui formazione dipende dalla composizione, dalla velocità di nucleazione e dall'accrescimento dei grani cristallini.
Particolarmente importante è la "cristallizzazione ritmica": se una delle due fasi solidifica prima, il liquido si arricchisce del secondo componente ed è così favorita la solidificazione dell'altra fase, spesso secondo definite orientazioni cristallografiche che riducano l'energia di accomodamento; si raggiunge così la disposizione lamellare. Condizione necessaria è che le percentuali volumetriche delle due fasi non siano troppo diverse.
Variando il gradiente termico, la velocità di solidificazione e le composizioni, si possono creare le altre distribuzioni.
La trasformazione eutettica è chiamata trasformazione invariante perché avviene in condizioni di equilibrio ad una specifica temperatura e composizione di lega, che non possono essere variate.

## Solidificazione delle leghe metalliche
Relativamente alla solidificazione delle leghe si distinguono tre casi fondamentali:
- metalli completamente solubili allo stato solido;
- solubilità parziale allo stato solido;
- completa insolubilità allo stato solido.

### Metalli completamente solubili allo stato solido
Aggiungendo ad un metallo A quantità crescenti di un metallo B i punti di inizio e di fine solidificazione si abbassano gradualmente se i due metalli sono completamente miscibili l'uno nell'altro.
Ovviamente avviene il contrario aumentando la quantità di A in B.
Dal diagramma di stato, costruito a partire dalle curve di raffreddamento, si vede che quando si raffredda una miscela liquida contenente ad esempio il 34% di A e 66% di B, giunti al punto in cui inizia la solidificazione, se si separano le prime frazioni di solido che si forma, la sua composizione (del solido) è assai diversa da quella del liquido: tale solido contiene infatti il 60% di A e il 40% di B. Il liquido rimanente si arricchisce pertanto di B e la sua composizione si sposta lungo la curva liquidus verso destra; di conseguenza anche la composizione del solido che via via si forma da un liquido di composizione variabile si sposta verso destra seguendo la curva solidus.
La solidificazione termina quando il solido raggiunge la concentrazione del liquido di partenza.

### Solubilità parziale allo stato solido
In alcuni casi le curve di liquidus e solidus si toccano in un punto di minimo e, a più bassa temperatura vi è una curva di miscibilità dovuta al fatto che non sono verificate le condizioni già indicate: le miscele liquide solidificando formano dei cristalli misti alfa, ma a temperature inferiori ad una data temperatura (funzione della lega considerata) tali cristalli contengono una quantità eccessiva di uno dei due metalli, il quale uscirà dal reticolo assieme ad una certa quantità dell'altro metallo, per formare dei nuovi cristalli beta.

### Completa insolubilità allo stato solido
Se la lacuna di miscibilità si espande fino a toccare gli assi delle coordinate si ha completa insolubilità allo stato solido.
Dalle miscele liquide, al punto di solidificazione, si formano pertanto germi cristallini dei metalli puri e le leghe solide saranno costituite dai grani dei due metalli separati. Se le leghe sono di composizione eutettica i grani saranno costituiti da un fitto intreccio dei due metalli; per le altre miscele vi sarà una certa percentuale di eutettico e il resto del solido è costituito da grani dei due metalli non si separano mai

## Alliganti
Gli alliganti sono elementi utilizzati in metallurgia per modificare le caratteristiche di un materiale in modo da renderlo adatto alle esigenze richieste.
Questi elementi vengono aggiunti in quantità stabilite nel momento in cui il materiale è allo stato liquido.
Ad esempio all'acciaio possono essere aggiunti nichel, cromo e molibdeno (acciaio 42NiCrMo4); altri alliganti aggiunti all'acciaio sono: titanio, rame, alluminio, tungsteno e piombo.

## Esempi di leghe di metalli
- Acciaio: costituito principalmente da ferro e carbonio
  - Acciaio inossidabile
- Alpacca: lega costituita da rame, zinco e nickel
- Argentana
- Amalgama: costituito da mercurio e altri metalli
- Bronzo: costituito principalmente da rame e altro metallo (in genere stagno, alluminio, nichel o berillio)
- Duralluminio
- Elettro: lega naturale costituita da oro e argento, più tracce di altri metalli come il rame
- Ferrotitanio
- Ferrosilicio
- Ferrovanadio
- Galfenol
- GST: lega utilizzata nell'industria microelettronica (memorie non volatili ottiche e elettroniche)
- Ghisa: costituita principalmente da Ferro e Carbonio
- Liquidmetal
- Ottone: costituito principalmente da rame e zinco
- Mu-metal
- Peltro: costituito principalmente da stagno e altri metalli (rame, piombo e antimonio)
- Princisbecco
- Titanio oro
- Zamak